# ماركو كاردوتشي
ماركو كاردوتشي هو لاعب كرة قدم كندي في مركز حراسة المرمى، ولد في 24 سبتمبر 1996 في كالغاري في كندا. شارك مع منتخب كندا تحت 17 سنة لكرة القدم ومنتخب كندا تحت 20 سنة لكرة القدم. أما مع النوادي، فقد لعب مع فانكوفر وايتكابس ونادي كافالري.

## وصلات خارجية
- ماركو كاردوتشي على موقع الدوري الأمريكي (الإنجليزية)
- ماركو كاردوتشي على موقع قاعدة بيانات كرة القدم.إي يو (الإنجليزية)
- ماركو كاردوتشي على موقع Soccerbase.com (لاعب) (الإنجليزية)
- ماركو كاردوتشي على موقع Soccerway.com (الإنجليزية)